# Реакция на смерть Елизаветы II

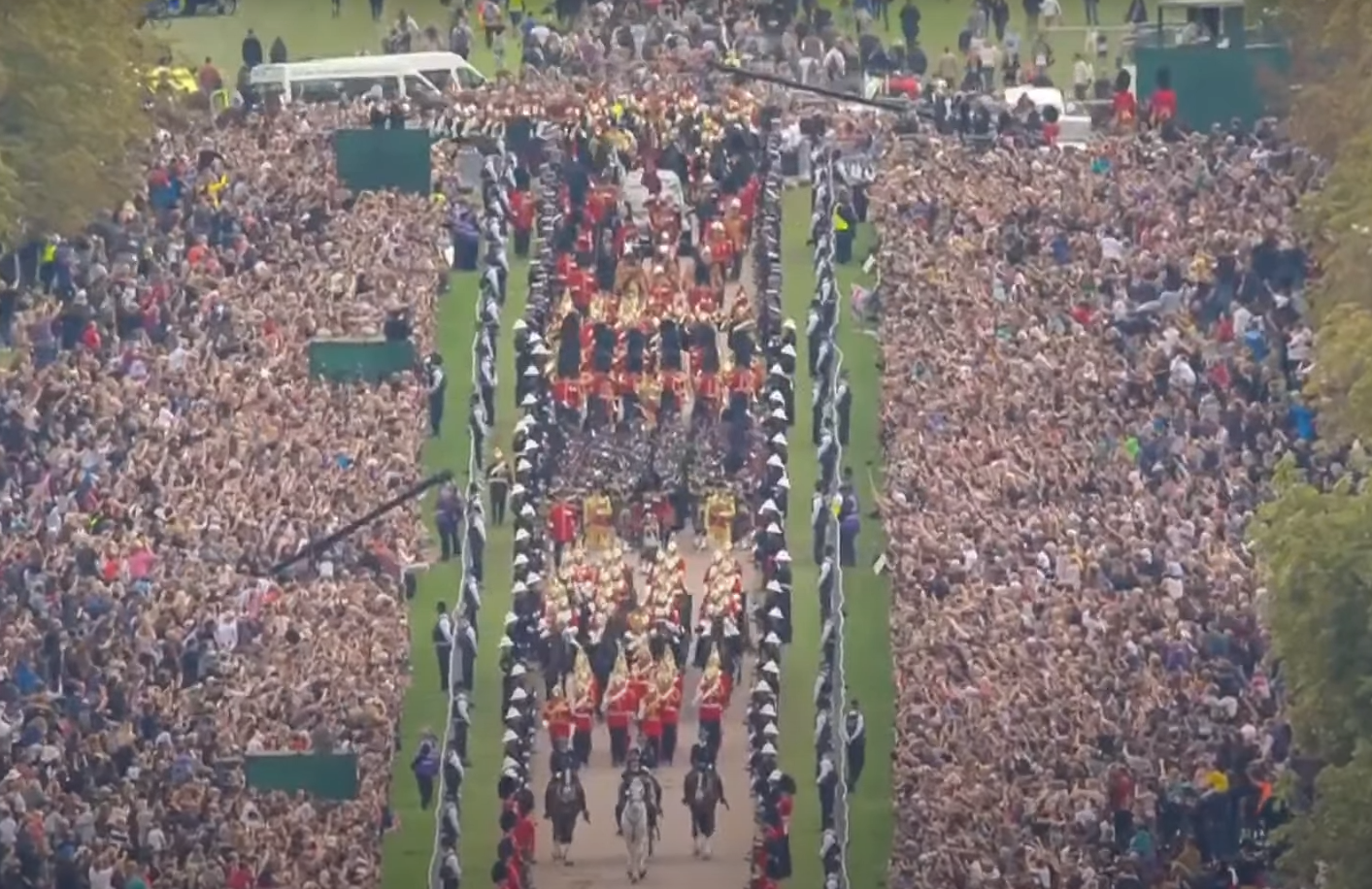
Похороны Елизаветы II. 19 сентября 2022

Елизавета II, королева Соединённого Королевства и других Королевств Содружества, умерла 8 сентября 2022 года в возрасте 96 лет. На следующий день новый король Карл III отдал дань уважения своей «дорогой маме» в обращении к нации и Британскому содружеству. Политики всех стран Содружества отдали дань уважения королеве, восхваляя её долгую государственную службу. Политические деятели других стран по всему миру, а также члены монарших семей, религиозные лидеры и другие общественные деятели тоже выразили соболезнования и отдали умершей дань уважения.
Траурные мероприятия проходили у многих всемирно известных достопримечательностей, некоторые из которых были освещены в цветах британского флага. Множество организаций выражало соболезнования, некоторые приостановили свою деятельность или отменили отдельные мероприятия. BBC, ITV и Channel 4 прервали регулярное вещание ради связанных с трауром новостей. Печатные СМИ посвящали умершей королеве свои обложки.
Широкая общественность активно реагировала на сообщения о смерти Елизаветы в социальных сетях. Многие подписчики выражали соболезнования королевской семье, благодарили королеву за её работу. Некоторые обсуждали наследие Британской империи и возможное упразднение монархии. Во время спортивных соревнований объявлялась минута молчания.

## Королевская семья
Король Карл III, старший сын и преемник Елизаветы II, опубликовал заявление сразу после смерти матери, 8 сентября 2022 года. на следующий день, в 18.00 по британскому летнему времени, он впервые обратился к нации и Содружеству, рассказав о своём горе, отдав дань уважения умершей и провозгласив своего сына Уильяма принцем Уэльским. Трое младших детей королевы, Анна, Эндрю и Эдвард, а также четверо внуков (Уильям, Гарри, герцог Сассекский, Беатриса Йоркская и Евгения Йоркская) опубликовали собственные заявления. Король, принцесса Анна и принц Эдвард выступили в специальной программе BBC One «Дань уважения Её Величестве Королеве».

## Заявления политиков

### Великобритания
- Премьер-министр Великобритании Лиз Трасс в своём заявлении назвала королеву «скалой, на которой была построена современная Британия»[10].
- Бывший премьер-министр Джон Мейджор: «В течение 70 лет Её Величество королева посвящала свою жизнь служению нашей нации и её благополучию. В своих общественных обязанностях она была самоотверженной и мудрой, демонстрируя удивительную щедрость духа. Вот как она жила и как руководила. Для миллионов людей по всему Содружеству и по всему миру она воплощала сердце и душу нашей нации, ею восхищались и её уважали во всём мире»[11].
- Бывший премьер-министр Тони Блер: «Мы потеряли не только монарха, но и матриарха нашей нации, фигуру, которая больше, чем кто-либо другой, сплотила нашу страну..., олицетворяла всё, что заставляет нас гордиться тем, что мы британцы»[12].
- Бывший премьер-министр Гордон Браун: «Соединённое Королевство, Содружество и весь мир объединяются в трауре этим вечером. Её Величество королева Елизавета II служила этой стране до последнего. Я приношу свои искренние соболезнования королевской семье. Пусть Её Величество покоится с миром»[13].
- Бывший премьер-министр Дэвид Кэмерон: «В этот глубоко печальный для нашей страны, Содружества и всего мира момент я приношу Его Величеству королю и всей королевской семье мои искренние соболезнования в связи со смертью королевы Елизаветы II»[14].
- Бывший премьер-министр Тереза Мэй рассказала, что королева была «самым впечатляющим главой государства» из всех, кого она встречала за время своего пребывания на высоком посту[15][16]. «Её Величество была свидетельницей огромных перемен, умело двигаясь в ногу со временем, но всегда обеспечивая стабильность и уверенность. Она была нашей константой на протяжении всей этой великой елизаветинской эпохи. Служить ей в качестве премьер-министра было честью... Наши мысли и молитвы сейчас с её семьей. Боже, храни короля»[17].
- Бывший премьер-министр Борис Джонсон: «Это самый печальный день для нашей страны. В сердцах каждого из нас живёт боль в связи с кончиной нашей королевы, глубокое и личное чувство потери, возможно, гораздо более сильное, чем мы ожидали. Как это естественно для людей, только когда мы сталкиваемся с реальностью нашей потери, мы по-настоящему понимаем, что произошло. Хотя наши голоса всё ещё могут быть полны печали, мы можем с уверенностью сказать слова, которые не звучали в этой стране более семи десятилетий. Боже, храни короля»[18].
- Лидер оппозиции Кир Стармер: «Над политическими столкновениями она стояла не за то, за что боролась нация, а за то, с чем нация согласилась. Поскольку Британия быстро менялась вокруг неё, это посвящение стало точкой притяжения нашего меняющегося мира. Так что, поскольку наша великая елизаветинская эпоха подходит к концу, мы почтим память покойной королевы, сохранив ценности общественного служения, которые она воплощала»[19].
- Бывший лидер оппозиции Джереми Корбин: «Мои мысли с семьёй королевы, поскольку они смиряются со своей личной потерей, а также с теми здесь и по всему миру, кто будет оплакивать её смерть. Мне нравилось обсуждать с ней наши семьи, сады и приготовление варенья. Пусть она покоится с миром»[20].

#### Другие правительства Великобритании
- Никола Стерджен, первый министр Шотландии, написала в Твиттере: «Смерть Её Величества королевы Елизаветы есть глубоко печальный момент для Великобритании, Содружества и всего мира. Её жизнь была полна необычайной самоотверженности и служения. От имени народа Шотландии я выражаю свои глубочайшие соболезнования королю и королевской семье»[21].
- Бывший первый министр Шотландии и лидер партии Альба Алекс Салмонд опубликовал на сайте партии заявление, в котором отдал дань уважения королеве, назвав её кончину «великим моментом печали для её семьи и для людей во всем мире»[22].
- Генеральный секретарь Шотландской партии Алба Крис Макелени заявил, что королю Чарльзу «не будет места» в независимой Шотландии после окончания правления королевы[23].
- Марк Дрейкфорд, первый министр Уэльса, сказал, что ему было «невероятно грустно» услышать о кончине королевы, и «От имени народа Уэльса я выражаю наши глубочайшие соболезнования семье Её Величества в это печальное время». В заявлении Дрейкфорд добавил, что «Её Величество правила Соединённым Королевством и Содружеством, твёрдо поддерживая ценности и традиции Британской монархии»[24].
- Мишель О’Нил, назначенная первым министром Северной Ирландии, сказала: «Лично я благодарна королеве Елизавете за значительный вклад и решительные усилия по продвижению мира и примирения между нашими двумя островами. На протяжении всего мирного процесса она подавала пример в построении отношений с теми из нас, кто является ирландцем, и кто разделяет различные политические взгляды и устремления по отношению к ней и её правительству»[25].
  - Джеффри Дональдсон, лидер Демократической юнионистской партии, сказал: «Это просто самая печальная новость, и наши сердца разрываются. Её Величество королева была замечательной женщиной, и я имел честь встречаться с ней много раз, в том числе здесь, в замке Хиллсборо. Сегодня вечером люди по всей Северной Ирландии будут глубоко скорбеть о потере этой замечательной, замечательной королевы. Нет сомнений в том, что Её Величество королева сыграла очень важную роль в содействии примирению. Её визит в Дублин стал катарсисом в истории британо-ирландских отношений»[26].

#### Коронные земли
- Альфред Кэннан, главный министр острова Мэн: «Мы все глубоко опечалены известием о смерти Её Величества королевы. На протяжении всего своего долгого правления королева, наш лорд Мэна, была маяком силы и стабильности, надёжности и преемственности. Она прожила жизнь, посвящённую служению своему народу, подавая пример всем нам. От имени правительства и народа острова Мэн я выражаю свои самые искренние соболезнования королевской семье в это печальное время»[27].
- Ричард Крипуэлл, вице-губернатор Гернси: «Я служил Её Величеству королеве Елизавете II в армии более 40 лет, и для меня было честью и привилегией быть её личным представителем в Бейливике с февраля 2022 года. Моей самой печальной и торжественной обязанностью было получить официальное уведомление о кончине Её Величества и передать его другим в Бейливике. Даже в это время великой печали я знаю, что все в Бейливике всегда будут помнить исключительную преданность Её Величества своему народу, её исключительное служение тем, кого она представляла, и еёлюбовь к этим островам»[28].
- Судебный пристав и исполняющий обязанности вице-губернатора Джерси сэр Тимоти Ле Кок: «Я знаю, что жители острова будут глубоко опечалены, как и я, новостями из Букингемского дворца о смерти Её Величества королевы. Почти невозможно переоценить её значение в жизни нации и всех её владений за 70 лет ее правления. Она была примером исполнения долга и выполнения обещаний, и она неустанно работала на протяжении десятилетий на благо всех своих народов и Содружества. В ближайшие дни и недели будет время поразмыслить обо всём этом, но сегодня мы можем чувствовать только печаль от потери человека, который постоянно присутствовал в нашей жизни, и которого на этом острове очень уважают и любят. Мы также должны помнить, что это личное время скорби для королевской семьи, и наши мысли и молитвы с ними сейчас, когда они смиряются с потерей матери и бабушки»[29].

#### Британские заморские территории
- Эдвард Дэвид Берт, премьер-министр Бермудских островов: «Признание её долголетия и значимости её службы отводит этому последовательному правлению уникальное место в истории. Помимо роли, которую королева играла в течение этих 70 лет в Великобритании и Содружестве, она была матерью, бабушкой и прабабушкой, и её семья сейчас оплакивает эту потерю. От имени правительства и народа Бермудских островов я выражаю искренние соболезнования королевской семье и народу Соединённого Королевства»[30].
- Джон Рэнкин, губернатор Виргинских островов: «Я знаю, что народ Британских Виргинских островов будет глубоко опечален этой новостью и присоединится ко мне в период траура по Её Величеству королеве. Наши мысли с королевской семьей в это трудное время»[31].
- Мартин Ропер, губернатор Каймановых островов: «Она была вдохновляющим примером для подражания и оказывала выдающиеся услуги на протяжении всей нашей жизни. Она — единственный монарх, которого очень многие из нас когда-либо знали. Её потеря будет остро ощущаться. Она не похожа ни на одного другого монарха в истории»[32]. На Каймановых островах был объявлен 10-дневный национальный траур, день похорон стал выходным. Флаги были приспущены[33].
- Сэр Дэвид Стил, губернатор Гибралтара: «По всему миру, а не только в каждой стране Содружества, люди будут скорбеть о её кончине. Она была маяком силы духа, надежды и доброты. Несмотря на нашу большую печаль, мы можем поразмышлять о том, как нам повезло жить во времена монарха, который глубоко заботился обо всех, коллективно и индивидуально, который проявил удивительное мужество в самые мрачные времена и который вселил во всех нас надежду на будущее»[34].
- Роджер Спинк, председатель Законодательного собрания Фолклендских островов: «От имени народа Фолклендских островов мы хотим выразить наши искренние соболезнования королевской семье в это скорбное время. Мы испытываем глубокую и длительную привязанность к Её Величеству королеве, которая в свой 21-й день рождения заявила: „Вся моя жизнь, долгая она или короткая, будет посвящена служению вам“. Её Величество действительно посвятила свою жизнь служению своей стране...»[35].
- Истон Тейлор-Фаррелл, премьер-министр Монтсеррата: «Мы все глубоко опечалены известием о кончине королевы. Во время своего 70-летнего правления в качестве королевы Содружества Её Величество была источником силы и вдохновения для всех в своих владениях. Сегодня действительно печальный день для всех нас, поскольку мы скорбим о её кончине»[36].
- Найджел Дейкин, губернатор островов Теркс и Кайкос: «Её Величество олицетворяла понятие служения. Мне трудно выразить свою личную скорбь по поводу её кончины, не говоря уже о том, чтобы должным образом передать мысли жителей островов Теркс и Кайкос, но я могу попытаться. Она была поистине великим монархом, дольше всех у нас служившим»[37].

### Австралия

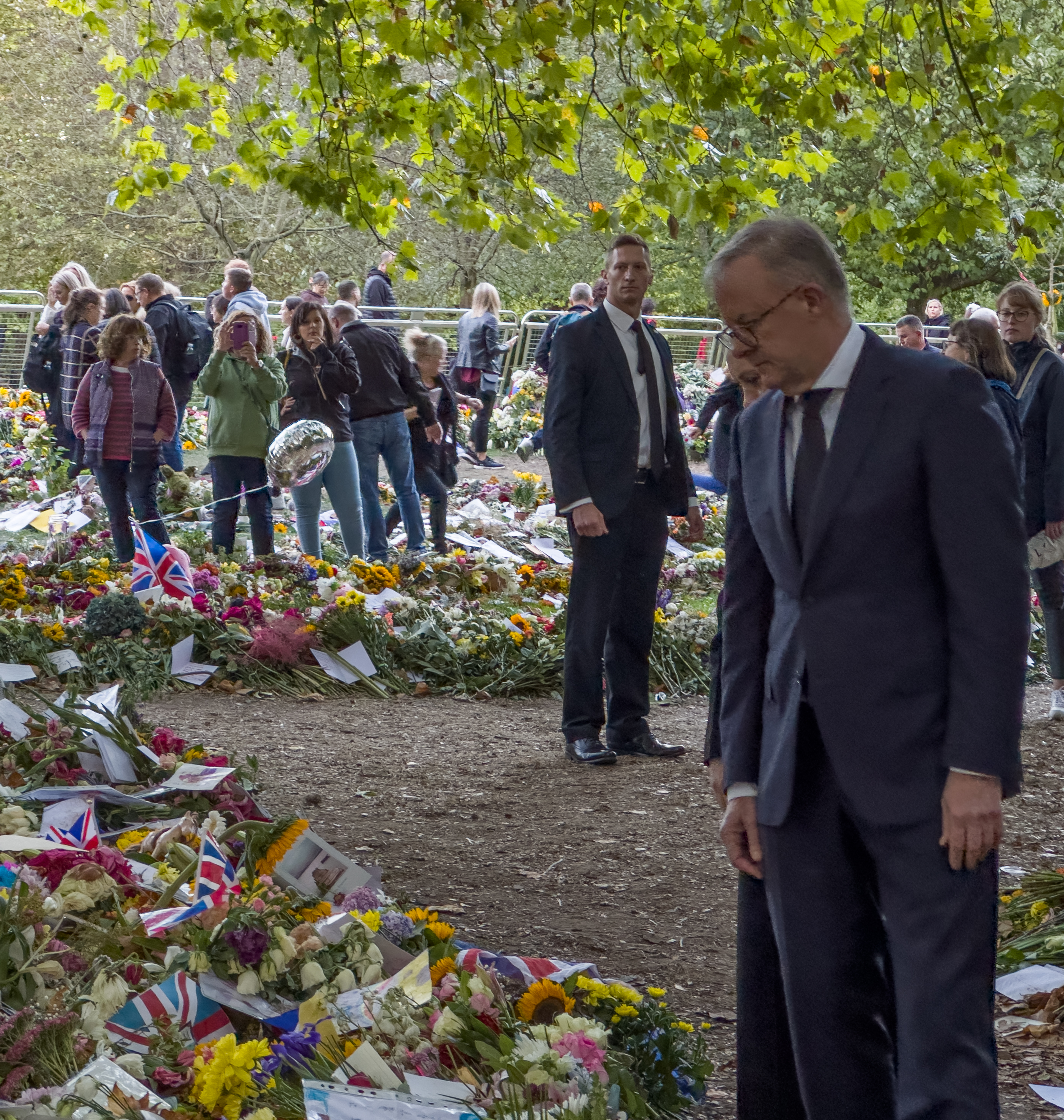
Премьер-министр Австралии Энтони Альбанезе смотрит на цветы, оставленные в Грин-парке, Лондон

- В обращении к нации премьер-министр Австралии Энтони Альбанезе сказал, что смерть королевы стала «глубокой потерей для австралийцев». Он вспоминал королеву Елизавету II как «человека, который прошёл через много шума и волнений, но всё же проявил скромность и вечное спокойствие»[38]. Oн описал монарха как «редкую и обнадеживающую константу среди быстрых перемен» и заявил, что «её преданность долгу и служение себе были отличительными чертами её правления»[39]. По всей стране были приспущены флаги[40]. 22 сентября было объявлено выходным днём[41]. В этот день в нескольких столицах прошли акции протеста с требованием «упразднить монархию»[42].
- Генерал-губернатор Дэвид Хёрли: «…Я думаю о достоинстве Её Величества и её сострадании, о её преданности делу и трудовой этике, о её самоотверженности и непоколебимой преданности людям, которым она служила… Её смерть опечалит всех австралийцев и будет ощущаться во всём мире»[43].
- Бывший премьер-министр Пол Китинг: «Она была образцом государственного руководителя, всю жизнь была замужем за политической сдержанностью, всегда оставаясь конституционным монархом… Её исключительно долгое, самоотверженное правление вряд ли повторится — не только в Великобритании, но и в мире в целом. С уходом королевы её пример государственной службы остаётся с нами как урок преданности миссии на всю жизнь»[44].
- Бывший премьер-министр Джон Говард: «Каковы бы ни были наши взгляды на конституционные порядки, а все знают мои, мы должны сделать паузу, чтобы почтить память этой невероятной жизни. Свои собственные отношения с ней я вспоминаю с большой любовью. У неё было отличное чувство юмора»[45].
- Бывший премьер-министр Кевин Радд: «Для большинства из нас присутствие королевы было постоянным элементом нашей жизни. Её будут помнить не только за долголетие её правления, но и за её стойкость, чувство долга и преданность семье… Все австралийцы, будь то республиканцы или монархисты, будут глубоко затронуты этой новостью»[46].
- Бывший премьер-министр Джулия Гиллард: «Королева всегда была влиятельной фигурой, сколько многие из нас себя помнят. Она была замечательным образцом для подражания; ответственность за служение, возложенная на неё в молодости, была воспринята с изяществом, преданностью и достоинством. Королеву будут помнить как монарха, который… повлиял на траекторию современной истории»[47].
- Бывший премьер-министр Тони Абботт: «Почти никто из ныне живущих не может вспомнить мир без королевы. Вот почему её уход оставит миллиарды людей в оцепенении — особенно, конечно, всех тех в англоязычных странах и в более широком Содружестве, для которых монархия имеет наибольшее значение»[48].
- Бывший премьер-министр Малкольм Тёрнбулл: «Сегодня мы едины в скорби, поскольку скорбим о смерти королевы Елизаветы. Её долгая жизнь служения вдохновляла весь мир и была спокойным и добрым присутствием на протяжении семи десятилетий турбулентности и перемен. Прощайте, Ваше Величество. Покойтесь с миром»[49].
- Бывший премьер-министр Скотт Моррисон: «Кончина Её Величества королевы Елизаветы II завершает необычайное и историческое царствование изящества, силы, достоинства и долга. Её Величество была опорой Содружества и для очень многих была опорой в их собственной жизни. В течение своего долгого правления она жила с глубокой страстью, теплотой, интересом и доброй любовью ко всем нациям и народам, которым она служила в качестве нашего Величества и которым посчастливилось называть её своей королевой, особенно к Австралии»[50].
- Лидер оппозиции Питер Даттон: «Никогда в современной истории не было более достойного монарха, более послушного лидера и более порядочного человека, чем Её Величество королева Елизавета II. Необыкновенная жизнь, которая затронула так много людей, к сожалению, подошла к концу»[51].
- Лидер австралийских зелёных и федеральный депутат Адам Бандт вместе с австралийским сенатором Мехрин Фаруки выразили сочувствие тем, кто скорбит о смерти королевы, однако призвали к провозглашению Австралии республикой[52][53].

### Канада
- Премьер-министр Канады Джастин Трюдо опубликовал в Twitter заявление, в котором выразил соболезнования в связи со смертью королевы. Позже он сделал дополнительные комментарии на заседании кабинета министров в Ванкувере, заявив, что Елизвета II была одним из его любимых людей и что вся Канада в трауре[54][55].
- Мэри Саймон, генерал-губернатор Канады: «Её Величество королева была в равной степени сострадательной, преданной, скромной, заинтересованной и мудрой. Она превыше всего верила в служение своему народу и вдохновляла многих своей преданностью Короне. Многие из нас знали только одну королеву. Тёплый приём, оказанный Её Величеством, когда мы провели с ней время в начале этого года, стал важным моментом в нашей жизни и воспоминанием, которое мы будем хранить вечно»[56].
- Лидер официальной оппозиции Кэндис Берген опубликовала заявление в Twitter и на сайте Консервативной партии, в котором выразила соболезнования семье королевы и пожелала королю Карлу III долгих лет правления: «Как гордая страна Содружества, мы с невыразимой печалью скорбим о потере нашего монарха, правившего дольше всех. Чувство долга Её Величества перед Канадой было глубоко укоренившимся и проявилось в её действиях. Будучи королевой Канады, она была не только свидетелем нашей исторической эволюции как современной и уверенной в себе нации[57]».
- 19 сентября, день похорон королевы Елизаветы II, стал общенациональным выходным днём и днём траура в Канаде[58][59].

### Новая Зеландия
- Премьер-министр Новой Зеландии Джасинда Ардерн признала королеву «экстраординарной», «невероятной» женщиной, «константой в нашей жизни»[60]. «Я знаю, что говорю от имени людей по всей Новой Зеландии, выражая наши глубочайшие соболезнования членам королевской семьи в связи с кончиной королевы. Для нас она была очень почитаемым монархом, для них она была матерью и бабушкой», — сказала Ардерн[61].
- Генерал-губернатор Новой Зеландии Синди Киро: «Для большинства новозеландцев королева Елизавета действительно была постоянной частью нашей жизни. Она дала нам ощущение преемственности и стабильности. Она была настоящим символом преданности служению в течение более 70 лет». Киро, по её словам, была рада тому, что смогла пообщаться с королевой через Zoom и дважды встретиться лично[62].
- Лидер оппозиции Кристофер Люксон назвал смерть королевы «трагедией» и поделился детскими воспоминаниями о встрече с Елизаветой во время ее официального визита в Новую Зеландию[63]. Позже он заявил: «Сила и стабильность руководства Содружеством Её Величества были обнадёживающим якорем для Новой Зеландии и новозеландцев в неопределённые и меняющиеся времена. Как в бурных, так и в хороших ситуациях её самоотверженное служение воплощало в себе такие ценности, как долг, целеустремленность и сила»[64]. Люксон выразил оптимизм в отношении перспектив правления Карла III и высказал сомнение в том, что смерть королевы подтолкнёт Новую Зеландию к превращению в республику: «Я думаю, реальность такова, что люди вполне удовлетворены нашими конституционными порядками сейчас»[65].
- Правительство Новой Зеландии объявило 26 сентября общенациональным днём траура[66].

### Багамские острова
- Генерал-губернатор Багамских островов Корнелиус Смит выразил «глубокую печаль», узнав о смерти королевы. Он напомнил о нескольких визитах Елизаветы на Багамы и пригласил всех багамцев присоединиться к молитве за упокой её души[67].
- Бывший генерал-губернатор сэр Артур Фоулкс рассказал, что королева «была выдающейся фигурой на мировой арене, и ею восхищались за её непоколебимую преданность долгу на протяжении многих десятилетий. Те из нас, кто имел честь познакомиться с ней, на собственном опыте убедились в её обезоруживающей любезности, сопереживании и чувстве юмора. Она оставляет огромную пустоту на международной арене, которую будет нелегко заполнить»[68].
- Бывшая генерал-губернатор, дама Маргарита Пиндлинг: «Я не могу выразить словами, какой восхитительной леди она была. Я не знаю, как справится Содружество. Теперь, когда она нас покинула, всё будет по-другому»[68][69].
- Филип Дэвис, премьер-министр Багамских островов, направил соболезнования королевской семье от своего имени и народа Багамских островов. Он приказал приспустить флаг[70].
- Бывший премьер-министр Хьюберт Ингрэм: «У меня много очень приятных воспоминаний о взаимодействии с Её Величеством в качестве одного из премьер-министров Содружества... Я был удивлён и польщён, когда меня пригласили стать членом Тайного совета Её Величества всего через год после моей первой годовщины назначения премьер-министром и принять участие в официальном заседании Тайного совета под председательством Её Величества 27 октября 1993 года. И я вспоминаю, что был удостоен чести быть приглашённым сидеть за её обеденным столом в ряде случаев во время встреч глав правительств Содружества. Меня всегда поражали две вещи: во-первых, насколько обычным человеком она была лично, и, во-вторых, её несравненная память... У неё определённо было хранилище информации о Багамах!», — сказал он. Ингрэм отметил, что последний визит королевы на Багамы был в 1994 году, когда он занимал пост премьер-министра. «Багамский народ всегда тепло приветствовал её, даже несмотря на то, что в последнее время всё большее число людей стали проявлять республиканские настроения»... Я благодарен за долгую приверженность Её Величества Содружеству и молюсь, чтобы Божья милость снизошла на её душу. Да покоится она с миром»[68][71].
- Бывший премьер-министр Перри Кристи рассказал, что «непоколебимая верность королевы долгу и служению на протяжении семи десятилетий была непревзойдённой и, вероятно, останется таковой. Что касается меня лично, то мне было приятно получить возможность занимать пост первого министра конституционного правительства Её Величества здесь, на Багамах»[68][72].
- Бывший премьер-министр Хьюберт Миннис рассказал, что жизнь королевы была отмечена её сильным чувством долга перед всеми её королевствами. «Я всегда восхищался глубоким участием Её Величества в Содружестве Наций, работающим над расширением чувства единства между различными культурами со всего мира».

### Папуа — Новая Гвинея
- Генерал-губернатор Папуа — Новой Гвинеи сэр Боб Дадае: «С тяжёлым сердцем мы получили известие о кончине нашей любимой королевы и главы государства». Он рассказал, что королева «сыграла ключевую роль в объединении нашей страны из тысячи племен и народностей в единую нацию. Мы благодарим вас, Ваше Величество, за вашу службу нашей стране в качестве нашей королевы и главы государства. Прощайте, наша любимая Королева»[73].
- Премьер-министр Папуа — Новой Гвинеи Джеймс Марапе: Жители Папуа-Новой Гвинеи «с гор, долин и побережий поднялись этим утром, услышав новость о том, что наша королева была взята на покой Богом. Мы с любовью называем её „Мама-королева“, потому что она была матриархом нашей страны в той же степени, что и для своей семьи и своих суверенных королевств». Марапе рассказал, что королева была «якорем нашего Содружества»[74][75].

### Другие страны Содружества
Бангладеш
- Правительство Бангладеш объявило трёхдневный государственный траур с 9 по 11 сентября 2022 года в ознаменование «смерти британской королевы Елизаветы II, настоящего друга Бангладеш»[76][77]. Национальный флаг был приспущен на «всех правительственных, полуправительственных, автономных учебных заведениях и бангладешских миссиях за рубежом».
- Президент Мохаммад Абдул Хамид направил королю Карлу III послание, в котором заявил: «С глубочайшей скорбью и тяжестью на сердце я выражаю свои искренние соболезнования в связи с печальной кончиной Её Величества королевы Елизаветы II, второго монарха, правившего дольше всех в мире». Он рассказал о преданности Елизаветы Соединённому Королевству и Содружеству и добавил: «Пусть Всемогущий благословит усопшую душу Её Величества вечным миром и спасением и дарует мужество и стойкость членам королевской семьи и скорбящему народу Соединённого Королевства, чтобы перенести эту ужасную потерю».
- Премьер-министр Шейх Хасина Вазед направила длинное письмо с соболезнованиями своей британской коллеге Лиз Трасс, в котором Шейх Хасина выразила соболезнования британской королевской семье и британскому народу от имени бангладешского народа. В этом письме она написала: «Как самый легендарный и дольше всех правящий монарх в современной мировой истории, Её Величество установила высочайшие стандарты долга, служения и самопожертвования и оставила непревзойденное наследие преданности своему бесчисленному народу по всему миру». Она напомнила о двух королевских визитах королевы в современный Бангладеш, о взаимодействии королевы с Бангабандху Муджибуром Рахманом в Оттаве и Кингстоне. Хасина отметила, что самое страстное поздравительное послание королевы было адресовано народу Бангладеш по случаю Золотого юбилея независимости страны, в котором она написала: «Нас объединяют узы дружбы и привязанности, которые остаются основой нашего партнерства и сегодня так же важны, как и пятьдесят лет назад». «Лично я потеряла не только самого надежного друга, но и настоящего опекуна», — написала Хасина. Она охарактеризовала королеву Елизавету II как «опору и силу 2,5 миллиарда жителей Содружества»[78][79][80][81].
- Вскоре после объявления из Букингемского дворца министр иностранных дел Абул Калам Абдул Момен выразил шок и печаль в связи с кончиной королевы. Он рассказал: «Ушла из жизни легенда. Она оставила наследие, несравнимое в истории человечества, и жила с честью, изяществом и достоинством. Мы глубоко потрясены». Момен вспомнил о двух встречах с королевой — в 1961 году, когда он был школьником и королева посетила тогдашний Восточный Пакистан, и в 2010 году в ООН[82].

 БарбадосПрезидент Барбадоса Сандра Мейсон выразила свои соболезнования. Отметив, что Барбадос недавно стал республикой, она заявила: «Каким бы значительным ни было это решение, учитывая место, которое Барбадос занимал в Британской империи на протяжении веков, оно ни в малейшей степени не уменьшило дружбу между нашими двумя народами». Мейсон уточнила, что королева «всегда будет занимать особое место в наших сердцах, и мы на Барбадосе всегда будем дорожить воспоминаниями о её визитах на остров».
 БрунейСултан Брунея Хассанал Болкиах выразил соболезнования от своего имени, от имени жены, правительства и народа Брунея. Он заявил: «На протяжении всей своей жизни королева уделяла всё внимание не только британскому народу, но и народам Содружества, и её всегда будут помнить как лидера с народным духом, а также за её постоянную преданность государственной службе. За семь десятилетий её мужество и лидерство на посту главы Содружества стали источником восхищения, вдохновения и гордости, которые способствовали единству между странами Содружества. Его Величество и супруга Её Величества короля Пенгиран Анак Хаджа Салеха хранят тёплые воспоминания о посещении Брунея-Даруссалама Её Величеством королевой Елизаветой II и герцогом Эдинбургским в 1972 и 1998 годах. Они оба ценят личный вклад Её Величества королевы Елизаветы II в укрепление этих важных отношений». Со смертью Елизаветы II султан Брунея стал главным монархом-долгожителем в мире.
 Республика КипрПрезидент Республики Кипр Никос Христодулидис написал в Твиттере: «Мы выражаем наши самые искренние соболезнования в связи с кончиной Её Величества королевы Елизаветы II. В эти трудные времена наши мысли с королевской семьей и народом Соединённого Королевства».
 ДоминикаПремьер-министр Доминики Рузвельт Скеррит выразил соболезнования от имени правительства и народа Доминики через Twitter Правительство Доминики, где Елизавета II была королевой до 1978 года, объявило двухдневный национальный траур..
 Фиджи
- Премьер-министр Фиджи Фрэнк Баинимарама: «На сердце фиджийцев тяжело сегодня утром, когда мы прощаемся с Её Величеством королевой»[89]. Елизавета II была королевой Фиджи с 1970 по 1987 год.

 ГабонПрезидент Габона Али Бонго Ондимба направил свои «искренние соболезнования» королю Карлу III и его семье через Twitter. Он похвалил «большого друга Африки», добавив: «Сегодня вечером семья Содружества скорбит по королеве Елизавете II».
 ГамбияПрезидент Гамбии Адама Бэрроу направил королю Карлу III письмо с соболезнованиями, в котором говорилось: «От имени правительства, народа Гамбии и от себя лично Президент выразил скорбь и выразил искренние соболезнования Его Величеству, Королевской семье и всему народу Великобритании». Президент молился, чтобы «Аллах смилостивился над душой Её Величества и даровал королевской семье, народу Соединенного Королевства и семье Содружества силы перенести эту большую потерю».
 ГайанаПрезидент Гайаны Ирфан Али выразил глубокую скорбь. Он заявил, что кончина королевы «знаменует собой конец эпохи в истории Британской монархии, Соединённого Королевства и Содружества Наций» и что о ее визитах в Гайану «вспоминают с большой нежностью». Заявление заканчивалось замечанием, что «мысли всей Гайаны с членами королевской семьи и народом Соединённого Королевства» 19 сентября, день похорон королевы Елизаветы II, был объявлен днём национального траура..
 Индия
- Правительство Индии объявило 11 сентября днём национального траура и приказало приспустить флаги по всей стране[94].
- Драупади Мурму, президент Индии, выразила свои искренние соболезнования, отметив, что мир потерял «великую личность», которая «управляла своей страной и народом более 7 десятилетий»[95].
- Джагдип Дханкхар, вице-президент Индии, рассказал, что королева оставила после себя «богатое наследие вдохновенного лидерства, достоинства и изящного великодушия», и «её долгое правление во многом способствовало трансформации её страны»[96].
- Премьер-министр Нарендра Моди сказал, что смерть королевы «причинила ему боль» и что Елизавету «будут помнить как стойкого человека нашего времени». «У меня были незабываемые встречи с Её Величеством королевой Елизаветой II во время моих визитов в Великобританию в 2015 и 2018 годах, — вспоминал Моди. — Я никогда не забуду её теплоту и доброту. Во время одной из встреч она показала мне носовой платок, который Махатма Ганди подарил ей на свадьбу. Я всегда буду дорожить этим жестом»[97]. Моди выразил соболезнования в телефонном разговоре с премьер-министром Великобритании Лиз Трасс, говоря «от имени 1,3 миллиарда индийцев»[98].
- Президент Индийского национального конгресса Соня Ганди рассказала, что королева была «великой и всеми любимой фигурой нашего времени», что многочисленные визиты Елизаветы в Индию «символизировали и закрепили тесные отношения между нашими двумя странами». Связь Индии с Елизаветой II, по словам Ганди, «останется в истории»[99].

 Кения
В заявлении на веб-сайте президента Кении Ухуру Кеньятта отметил: «Её Величество королева Елизавета II была выдающейся иконой самоотверженного служения человечеству и ключевой фигурой не только Соединённого Королевства и Содружества Наций, но и всего мира» Были объявлены четыре дня траура с приспущенным флагом.. В статье о бывших колониях Великобритании Associated Press говорится, что это заявление вызвало гнев многих простых кенийцев, помнивших восстание Мау-Мау; бывший президент Джомо Кеньятта был заключён в тюрьму за организацию восстания
 Лесото
Король Лесото Летсие III выразил свое потрясение и глубокую печаль в связи с кончиной королевы Елизаветы II. Он направил Карлу III послание с соболезнованиями на следующий день после смерти королевы.
 Малави
Был объявлен десятидневный национальный траур с приспущенными флагами. Президент страны Лазарус Чаквера написал в Facebook, что скорбит «о кончине великого монарха».

### В остальном мире
- Президент Казахстана Касым-Жомарт Токаев направил телеграмму соболезнования Карлу III[105].
- Президент Российской Федерации Владимир Путин выразил соболезнования Карлу III[106]. В Москве в знак скорби приспущен британский флаг на здании британского посольства, люди несли к зданию цветы[107].
- В Вашингтоне по распоряжению Нэнси Пелоси в знак скорби были приспущены флаги над Капитолием[108].
- Председатель Китайской Народной Республики Си Цзиньпин[109], король Саудовской Аравии Салман ибн Абдул-Азиз Аль Сауд и наследный принц Саудовской Аравии Мухаммед ибн Салман Аль Сауд[110], генеральный секретарь ООН Антониу Гутерриш, председатель Европейского центрального банка Кристин Лагард, председатель Европейского совета Шарль Мишель, верховный представитель Союза по иностранным делам и политике безопасности Жозеп Боррель, генеральный секретарь НАТО Йенс Столтенберг, президент Франции Эмманюэль Макрон, премьер-министр Индии Нарендра Моди, Президент Ирландии Майкл Хиггинс, бывший президент США Билл Клинтон, экс-президент Франции Николя Саркози, бывший председатель Европейского совета Дональд Туск, президент Республики Беларусь Александр Лукашенко[111], президент Украины Владимир Зеленский[112] тоже выразили свои соболезнования[113].